# قرار مجلس الأمن التابع للأمم المتحدة رقم 1594
قرار مجلس الأمن التابع للأمم المتحدة رقم 1594، المتخذ بالإجماع في 4 نيسان / أبريل 2005، بعد الإشارة إلى القرارات السابقة بشأن الحالة في كوت ديفوار (ساحل العاج)، ولا سيما القرارات 1528 (2004) و1572 (2004) و1584 (2005)، مدد المجلس ولاية عملية الأمم المتحدة في كوت ديفوار حتى 4 مايو 2005.
وأعاد مجلس الأمن تأكيد دعمه لاتفاق ليناس - ماركوسي وتنفيذه بالكامل. وأثنى على الجماعة الاقتصادية لدول غرب أفريقيا والقوات الفرنسية لما تبذله من جهود من أجل تعزيز تسوية سلمية في كوت ديفوار، لكنه أشار إلى التحديات القائمة التي تواجه استقرار البلد وتهديده للسلم والأمن الدوليين في المنطقة .
عملا بالفصل السابع من ميثاق الأمم المتحدة، تم تمديد ولاية بعثة الأمم المتحدة في كوت ديفوار إلى جانب الإذن الممنوح للجماعة الاقتصادية لدول غرب أفريقيا والقوات الفرنسية العاملة في البلاد لمدة شهر واحد. تم حث الأطراف الإيفوارية على العمل من أجل حل دائم للأزمة، لا سيما من خلال الوساطة التي يقودها الاتحاد الأفريقي برئيس جنوب أفريقيا السابق ثابو مبيكي.

## روابط خارجية
- نص القرار في undocs.org